# Il était une fois Broadway
Pour les articles homonymes, voir Bloodhounds of Broadway.
Pour plus de détails, voir Fiche technique et Distribution.
Il était une fois Broadway (Bloodhounds of Broadway) est une comédie dramatique américaine réalisée par Howard Brookner et sortie en 1989.

## Synopsis
À Broadway, Harriet MacKyle, une dame de la haute société organise une fête pour le nouvel an 1928 et y convie les gens les plus influents de New York. Les dernières heures de la nuit prendront un goût de meurtre, de romance et d'argent.

## Fiche technique
- Titre original : Bloodhounds of Broadway
- Titre français : Il était une fois Broadway
- Réalisation : Howard Brookner
- Scénario : Howard Brookner, Colman deKay, d'après les nouvelles de Damon Runyon
- Musique : Jonathan Sheffer
- Montage : Camilla Toniolo
- Décors : Linda Conaway-Parsloe
- Costumes : Abigail Murray, Beatrix Aruna Pasztor
- Chorégraphie : Diane Martel
- Production : Howard Brookner
  - Production associée : Colman deKay
  - Production déléguée : Samuel Benedict, Lindsay Law
  - Production exécutive : Chris Brigham, Kevin Dowd
- Société de production : American Playhouse Theatrical Films
- Sociétés de distribution : Columbia Pictures (États-Unis), Gaumont Columbia RCA (GCR) (France)
- Pays d'origine :  États-Unis
- Langue originale : anglais
- Format : couleur - 35 mm - 1.85:1
- Genre : comédie dramatique
- Durée : 88 minutes
- Budget : 4 millions de dollars américains
- Dates de sortie : 
  - France : 15 mai 1989 (première au 42e Festival de Cannes)
  - États-Unis : 3 novembre 1989

## Distribution
Source doublage : VF = Version Française sur Nouveau Forum Doublage Francophone
- Josef Sommer (VF : Patrick Noérie) : Waldo Winchester
- Madonna (VF : Laurence Bréheret) :  Hortense Hathaway
- Tony Azito : Waiter
- Jennifer Grey (VF : Natacha Muller) : Lovey Lou
- Tony Longo : Crunch Sweeney
- Steve Buscemi : Whining Willie
- Rutger Hauer : The Brain
- Matt Dillon (VF : Bernard Bollet) : Regret
- Stephen McHattie : Red Henry
- Anita Morris : Miss Missouri Martin
- Ethan Phillips (VF : Jo Doumerg) : Basil Valentine
- Esai Morales (VF : Jacques Albaret) : Handsome Jack
- Alan Ruck : John Wangle
- Dinah Manoff : Maud Milligan
- David Youse : Busboy
- Randy Quaid : Feet Samuels
- Julie Hagerty (VF : Marie-Madeleine Burguet) : Harriet MacKyle

## Autour du film
- Il s'agit du premier film sur lequel Laurence Bréheret a travaillé en tant que comédienne de doublage[2].
- Madonna et Jennifer Grey interprètent en duo la chanson I Surrender Dear, chanson écrite par Bing Crosby.
- Bloodhounds of Broadway fait référence à Dick Tracy, or, le film se déroule en 1928 alors que la première BD du détective n'est apparue qu'en 1931.
- Le réalisateur du film, Howard Brookner, est décédé peu avant la sortie du film, après un long combat contre le SIDA.

## Distinction
- Nomination à la 10e cérémonie des Razzie Awards (1990) pour le pire second rôle féminin pour Madonna